# Chope Piesta Santísima Trinidad
La Chope Piesta Santísima Trinidad, también llamada simplemente Chope Piesta, es una festividad que se celebra anualmente en la ciudad boliviana de Trinidad, en homenaje a la Santísima Trinidad y a la fundación de la ciudad, cuya fecha puede variar entre fines de mayo y principios de junio. En esta festividad, las comunidades indígenas ofrendan con el sincretismo, su devoción a la Santísima Trinidad. Fue declarada el 2003 mediante ley como Patrimonio Cultural de Bolivia.
Su nombre significa "Fiesta Grande" en idioma mojeño trinitario. La fiesta dura alrededor de una semana, y entre las actividades más destacadas están el jocheo de toros, el palo ensebao y la danza de los macheteros. En el imaginario colectivo de los indígenas mojeños, ellos expresan su pertenencia al espacio urbano de Trinidad mediante la adhesión al Cabildo Indigenal y la participación de la Chope Piesta.

## Historia

### Orígenes históricos
La Chope Piesta tiene raíces en las misiones jesuíticas del siglo XVII. La ciudad de Trinidad fue fundada en 1686 por el jesuita Cipriano Barace. Durante la época misional, se establecieron los cabildos indigenales para organizar la vida social y religiosa de las comunidades indígenas. El Cabildo Indigenal de la Santísima Trinidad, fundado en 1701, ha sido fundamental en la preservación de las tradiciones culturales y religiosas de los mojeños trinitarios.

### Renacimiento de la festividad
En 1975, coincidiendo con el sesquicentenario de la creación de la República de Bolivia, se revitalizó la celebración de la Chope Piesta. La Casa de la Cultura del Beni, la Alcaldía municipal y la Dirección Departamental de Educación, junto con maestros de música y educación física, organizaron actividades para realzar la festividad. Se introdujo la elección de la Mopera Trinitaria, siendo Eliana Melgar Suárez la primera en ostentar este título. La celebración incluyó danzas tradicionales como la de los macheteros, toritos, mamas y japutukis, así como actividades como el jocheo de toros y el palo encebado.

### Significado cultural
La Chope Piesta es una manifestación del sincretismo entre las tradiciones indígenas mojeñas y la fe católica. La festividad coincide con la cosecha del maíz, elemento esencial para la elaboración de la chicha, bebida tradicional compartida durante la celebración. El Gran Cabildo Indigenal de la Santísima Trinidad continúa siendo el principal organizador de la festividad, manteniendo vivas las tradiciones y fortaleciendo la identidad cultural de los mojeños trinitarios.

### Reconocimiento oficial
En 2003, la Chope Piesta fue declarada Patrimonio Cultural de Bolivia mediante la Ley N.º 2612. Este reconocimiento oficial resalta la importancia de la festividad en la preservación de las tradiciones culturales y religiosas del país.